# Rudolf Appelt
Rudolf Appelt (* 5. Dezember 1900 in Niederhanichen (Bezirk Reichenberg, heute Liberec-Dolní Hanychov), Österreich-Ungarn; † 2. Juli 1955 in Moskau) war ein kommunistischer Politiker in der Tschechoslowakei und der erste Botschafter der DDR in Moskau.

## Leben
Appelt war von Beruf kaufmännischer Angestellter. Bereits früh wurde er Mitglied der Sozialdemokratischen Arbeiterpartei der Tschechoslowakei. Im Jahr 1921 war er Mitbegründer der KSČ und des KJVČ (Kommunistischer Jugendverband). Für die Partei war Appelt seit 1921 als hauptamtlicher Funktionär, Journalist und Geschäftsführer verschiedener Parteizeitungen tätig. Außerdem gehörte er dem Parlament der Republik an. Zwischen 1931 und 1945 war er Mitglied des ZK und Kandidat des Politbüros der KSČ.
Nach der deutschen Besetzung der Grenzgebiete der Tschechoslowakei im Oktober 1938 und noch vor der Bildung des Reichsgaus Sudetenland emigrierte Appelt in die UdSSR. In Moskau arbeitete er als Leiter der Verlagsabteilung bzw. als stellvertretender Leiter der Abteilung Agitation und Propaganda der Kommunistischen Internationale und außerdem für Radio Moskau.
Nach dem Ende des Zweiten Weltkrieges kehrte Appelt 1945 nach Prag zurück. Dort wurde er Geschäftsführer und Leiter der Wirtschaftsabteilung des Zentralkomitees der KSČ und war verantwortlich für die Überführung sudetendeutscher Kommunisten in die sowjetische Besatzungszone Deutschlands (SBZ). Er war gegen die Aussiedlung der Sudetendeutschen, unterwarf sich aber der Parteidisziplin. 1946 ging er selbst in die SBZ und wurde Mitglied der KPD, später der SED. Er war im Zentralsekretariat der Partei für die Gesamtgeschäftsführung des Parteivorstandes und als Leiter der Abteilung Parteibetriebe tätig. Seit August 1947 war er stellvertretender Leiter der Zentralverwaltung, seit Februar 1948 stellvertretender Leiter der Hauptverwaltung Interzonen- und Außenhandel bei der Deutschen Wirtschaftskommission.
Nach der Gründung der DDR im Oktober 1949 wurde Appelt Leiter der Diplomatischen Mission in Moskau. Nach der Umwandlung der Vertretung in eine Botschaft im Jahr 1953 wurde er zum Botschafter ernannt und in Ulaanbaatar/Mongolei zweitakkreditiert. Im Oktober 1954 wurde ihm der Vaterländische Verdienstorden in Silber verliehen.

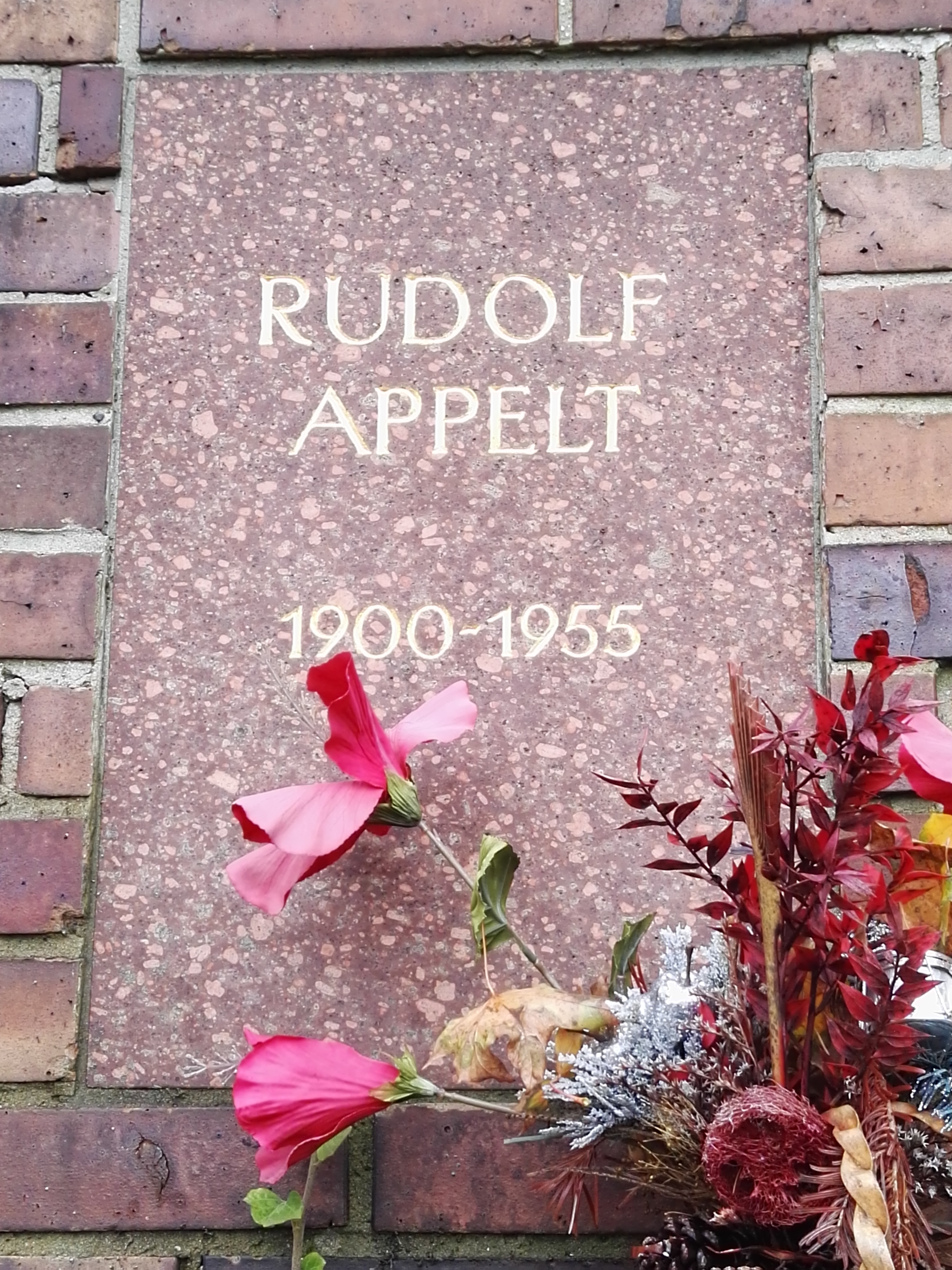
Grabstätte

Seine Urne ist in der Gedenkstätte der Sozialisten auf dem Zentralfriedhof Friedrichsfelde in Berlin-Lichtenberg beigesetzt.